# Gura Vitioarei, Prahova
Gura Vitioarei ( mai vechi, Copăceni, Gura Ghitioarei, Gura Vițioarei) este satul de reședință al comunei cu același nume din județul Prahova, Muntenia, România.
Așezarea este atestată documentar în 1577.

## Personalități
- Irina Loghin, interpretă de muzică populară, senator